# Agora (album)
Pour les articles homonymes, voir Agora (homonymie).
Albums de Fennesz
Bécs
(2014)
Agora est le titre du septième album solo du compositeur autrichien Fennesz, sorti le 29 mars 2019.

## Développement
Fennesz compose l'album depuis son appartement au lieu de son studio habituel, « au casque, à cause des voisins », et avec peu de matériel, ce qui donne un résultat moins clinique, plus brut que sur d'anciens albums tels que Venice (en) ou Bécs. L'album comprend quatre morceaux d'une durée comprise entre 10 et 12 minutes. Pour Drowned in Sound, Agora « prend vie avec le morceau-titre : 12 minutes de synthés tourbillonnants et de guitares drone [...] qui montrent pourquoi Fennesz est à l'avant-garde de la musique électronique minimale depuis 20 ans ». Exclaim! note que « pour de la musique ambient, l'album ne pourrait être plus éloigné de la musique d'ambiance ».

## Liste des morceaux
| 1.    | In My Room         | 12:28 |
| 2.    | Rainfall           | 11:58 |
| 3.    | Agora              | 12:09 |
| 4.    | We Trigger The Sun | 10:29 |
| 47:06 |                    |       |

| 5. | Domicile | 6:38 |